# Mýloi
Mýloi ou Mýli (grec moderne : Μύλοι ou Μύλοι Αργολίδας) est un bourg et une station balnéaire sur la rive occidentale du golfe Argolique, en face de Nauplie, en Grèce. Depuis 2011, c'est le chef-lieu d'un district municipal du dème d'Argos-Mycènes qui porte le nom de Lerne, rappelant le site antique qui se trouvait sur ce territoire.

## Situation
Mýloi se trouve en bord de mer sur la côte nord-ouest du golfe Argolique, dans la plaine côtière qui borde tout le nord du golfe, à 9 km au sud d'Argos et à 8 km à l'ouest de Nauplie. La route nationale d'Argos à Tripoli (EO7) traverse le bourg ; la route qui suit la côte depuis Nauplie en passant par Néa Kíos la rejoint au cœur du bourg.
La plaine côtière était marécageuse, en raison de sources abondantes au pied des collines, et n'a été drainée et cultivée qu'au XIXe siècle.
Au niveau de Mýloi, la bande côtière se rétrécit fortement sur quelques centaines de mètres entre le mont Pontinós (env. 177 m) et le rivage, ce qui a fait de cet endroit au cours des siècles un emplacement stratégique entre la plaine d'Argos au nord et la petite plaine de Kiveri au sud et une importante voie de communication entre l'Argolide et l'intérieur du Péloponnèse.

## Toponymie
Le nom de Mýloi signifie « les moulins ».

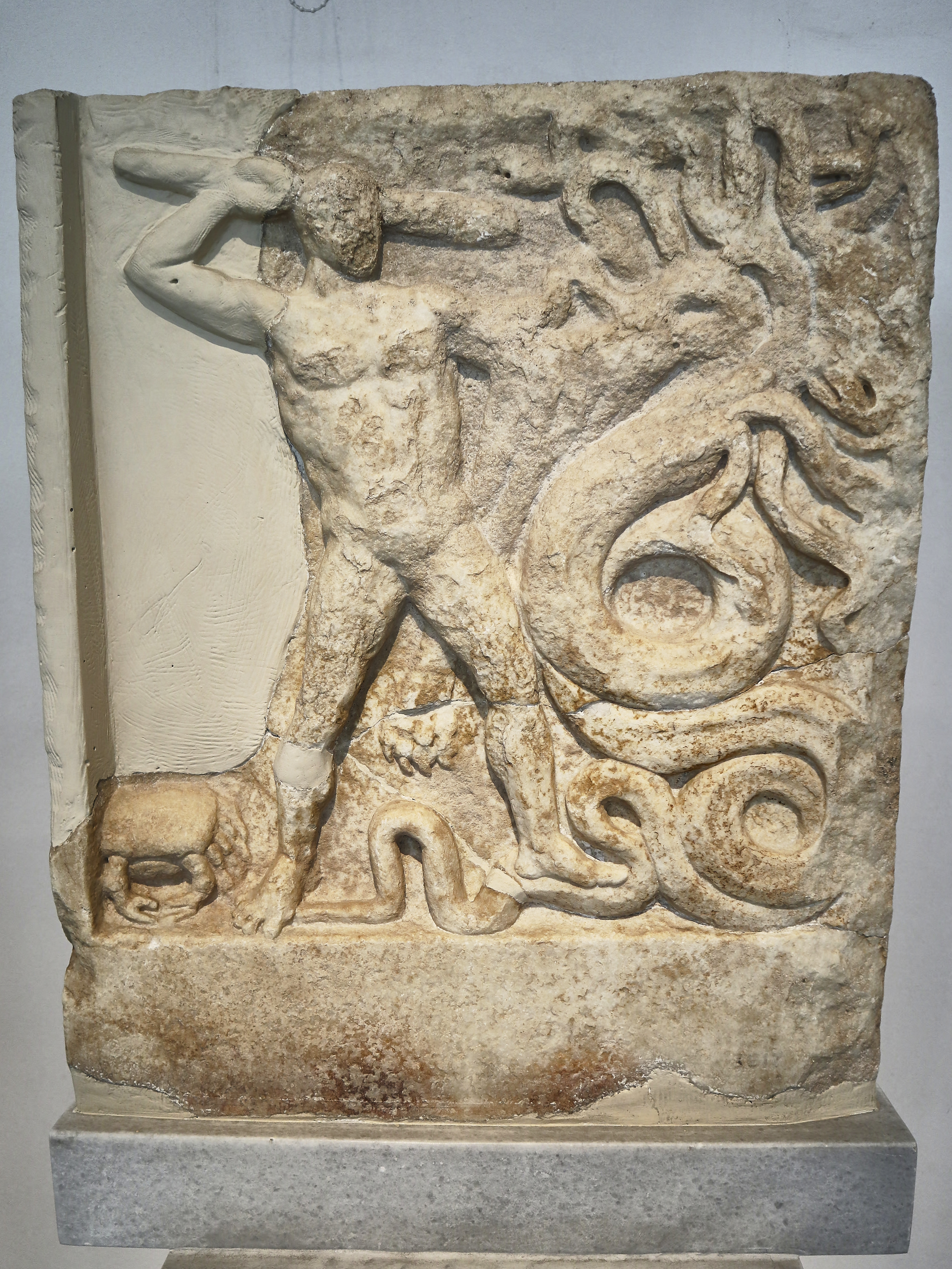
Héraclès et l'hydre de Lerne. Relief de marbre trouvé sur le site de Lerne à Mýloi. Athènes, Musée national archéologique, inv. no 3617.

## Histoire
Le terroir de Mýloi a été occupé au moins depuis le Néolithique (site archéologique de Lerne).
Le site de Lerne est encore occupé au début de l'époque historique, mais finit par être abandonné au début du Ier millénaire av. J.-C.
Des traces de l'occupation à l'époque franque ont été trouvées (monnaie d'argent d'Isabelle de Villehardouin, poteries datant du tournant des XIIIe et XIVe siècles) ; c'est probablement dans la première moitié du XIVe siècle qu'est construit un fort sur le mont Pontinós pour contrôler l'entrée méridionale de la seigneurie d'Argos.
Lors de la guerre d'indépendance grecque, Mýloi a été le théâtre de plusieurs actions en 1822 et 1825. Le 13 juin (julien) 1825, Dimítrios Ypsilántis et son adjoint Yánnis Makriyánnis, avec 480 hommes, réussirent à empêcher les troupes d'Ibrahim Pacha, beaucoup plus nombreuses, de s'emparer des provisions de la ville de Nauplie, conservées aux moulins de Mýloi ; Nauplie fut ainsi sauvée.

## Transports

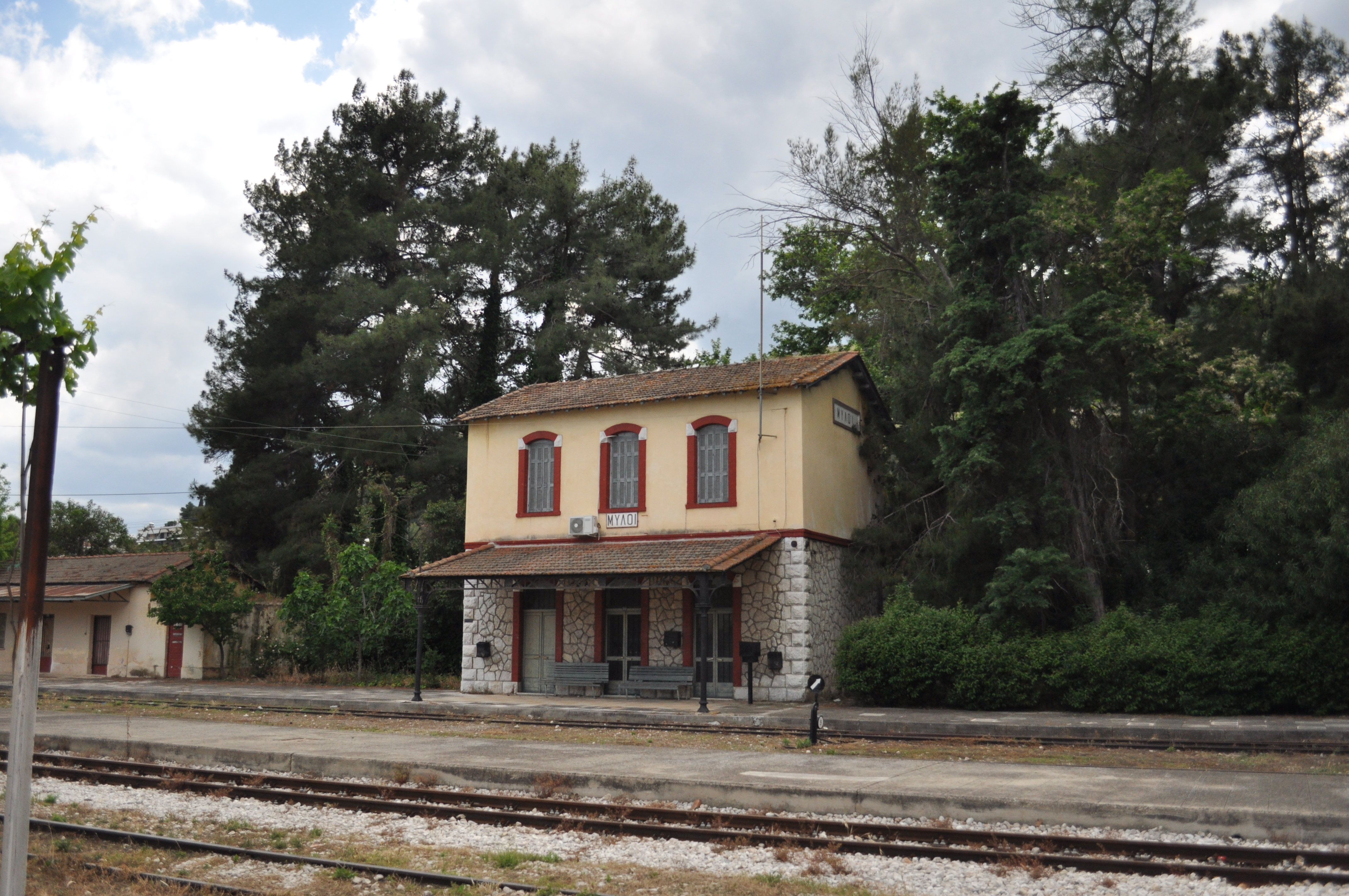
L'ancienne gare de Myloi.

La ligne de chemin de fer de Corinthe à Kalamata par Argos et Tripoli, ligne à voie unique et écartement métrique, passait par Mýloi, où il y avait une gare et un dépôt. Le tronçon correspondant a ouvert le 1er février 1892 et a fermé définitivement le 10 décembre 2010.

## Lieux et monuments
- Site archéologique de Lerne, important surtout pour l'âge du Bronze. Le site se trouve à la sortie sud de la ville, entre la route nationale et l'ancienne voie ferrée, au sud d'un ruisseau.
- Kastro. Ruines d'une forteresse franque, sur la colline dominant le village (mont Pontinós, env. 177 m). Panorama.